# Chappell (Nebraska)
Chappell é uma cidade localizada no estado americano de Nebraska, no Condado de Deuel.

## Demografia
Segundo o censo americano de 2000, a sua população era de 983 habitantes.
Em 2006, foi estimada uma população de 914, um decréscimo de 69 (-7.0%).

## Geografia
De acordo com o United States Census Bureau, a localidade tem uma área de 1,4 km², sem área coberta por água. Chappell localiza-se a aproximadamente 1128 m acima do nível do mar.

## Localidades na vizinhança
O diagrama seguinte representa as localidades num raio de 36 km ao redor de Chappell.